# Землянка
Землянка е вид вкопано жилище, представляващо изрита и покрита дупка в земята, която служи за временен или постоянен подслон на хора или домашни животни.
Това са едни от най-древните видове къщи, познати на археолозите. Строени са още по времето на неолита. За построяването им може да се използва малък хълм. Землянките може да са изцяло под земята, а може и покривът им или входът им да са над земята. По време на война могат да служат за скривалище, а по време на лов за временно жилище. Вътрешността може да е с правоъгълна или кръгла форма. Обикновено в центъра се намира огнище, а покрай стените нарове, понякога на два етажа.
Землянките са широко използвани като защита от обстрел по време на Първата световна война на Западния фронт. Те са важна част от военната борба, тъй като са използвани като зона за почивка и извършване на други дейности като хранене. Те варират по размер, като могат да държат няколко души или войници. Някои усъвършенствани землянки са строени на повече от 10 метра под земята, облицовани с бетон, дърво и стомана, за да издържат на удар от артилерия, достъпна чрез набор от стълби.
По време на Втората световна война партизани или въоръжени борци от съпротивата в Източна Европа понякога живеят в землянки, които са използвани като подземни бункери, за да осигурят подслон и скривалище от враговете.
В книгата си „От другата страна на Урал“ (Jenseits des Ural, Стокхолм, 1944 г.) от 1942 г., американецът Джон Скот, който работи в Магнитогорск през 1933 – 1938 г., главно като обикновен заварчик дава интересна таблица. За разпределението на жителите на Магнитогорск по видове жилища през 1938 г. Скот се позовава на тогавашните вътрешни статистики.
Населението на Магнитогорск по това време е 250 000 души. От тях два процента от населението живее в района на „Березка“, където се намират вилите на висшия партиен, държавен и на членовете на НКВД апарат, както и в хотел „Централ“. Това е управляващата прослойка. Петнадесет процента от населението живее в квартал Кировски (бившият „Соцгород“). Соцгород се състои от петдесет 3 до 5 етажни сгради, всяка с по 75 до 200 стаи. Настанени са по 3 – 4 човека в помещение. За това пък има течаща вода, парно и електрическо отопление. Осем процента живеят в собствени къщи (вероятно колиби), петдесет процента живеят в казарми и други „временни жилища“, а другите двадесет и пет процента от населението живее в землянки.

## В музиката
- „В землянке“ – музика Константин Листов, текст Алексей Сурков, 25 март 1942 г.[4]